# 海润街道
海润街道是中华人民共和国浙江省台州市三门县下辖的一个街道办事处。
2013年11月15日，浙江省人民政府批复同意撤销海游镇建制，其行政区域及六敖镇的正屿村、涛头村改由三门县政府直辖。
2013年11月18日，台州市人民政府批复同意在此区域内设立海润街道办事处，管辖鲍家、王家、祁家、许家塘、葫芦岙、晏农、晏渔、上枫坑、下枫坑、潺岙、头岙、东陈、林家洋、孙家、岭脚陈、隔坑、园里、西严、东严、上林、后林、叶家、长湾、正屿、涛头等25个村。街道办事处驻滨港路3号（新建县委党校后勤服务大楼）。
2014年7月7日海润街道将政府搬迁至三门县滨港路3号。

## 行政区划
海润街道下辖以下村级行政区划单位：
下枫坑村、上枫坑村、潺岙村、头岙村、东陈村、林家洋村、孙家村、岭脚陈村、隔坑村、园里村、西严村、上林村、后林村、东严村、叶家村、长湾村、鲍家村、王家村、祁家村、许家塘村、葫芦岙村、晏农村、晏渔村、正屿村和涛头村。